# Пекінський технологічний інститут
Пекінський технологічний інститут (англ. Beijing Institute of Technology скорочено BIT; спрощена китайська: 北京理工大学; традиційна китайська: 北京理工大學; піньїнь: Běijīng Lǐgōng Dàxué) — провідний національний державний університет спільного навчання, розташований у Пекіні, Китай. Вона була заснована в 1940 році в Яньань, Шеньсі. Це великий дослідницький університет під наглядом Міністерства промисловості та інформаційних технологій КНР.
BIT є університетом Міністерства освіти Китаю класу A Double First Class. Будучи членом Double First Class University Plan, Проект 985 і Проект 211, це провідний багатопрофільний університет, який отримує пріоритетну підтримку від Міністерства освіти та муніципального уряду Пекіна.
BIT займає 201-300 місце в рейтингу WURI Global Top 100 Innovative Universities Ranking 202.

## Історія
Пекінський технологічний інститут (BIT) бере свій початок від Академії природничих наук Яньань (延安自然科学研究院). BIT був заснований у травні 1939 року в Яньань, Шеньсі Комуністичною партією Китаю з метою підготовки наукових та інженерних фахівців. У січні 1940 року, коли Китай переживав найважчий етап війни Опору проти Японії, Центральний комітет Комуністичної партії Китаю реформував Академію природничих наук Яньань в Академію природничих наук Яньань (延安自然科学院). Місія академії полягала в тому, щоб сприяти розвитку промисловості в прикордонному регіоні Шаньсі-Чахар-Хебей. Відкритий 1 вересня 1940 року, це був перший науково-технічний університет, заснований Комуністичною партією Китаю. Лі Фучунь, секретар Комітету КПК прикордонного регіону Шаань-Ган-Нін, був призначений першим президентом, і його змінив педагог Сюй Телі.
Під час заснування Академія природничих наук Яньань отримувала підтримку від міжнародних організацій та окремих осіб, у тому числі Rewi Alley.
У січні 1946 року школа природничих наук переїхала до Чжанцзякоу. Центральне бюро прикордонного регіону Шаньсі-Чахар-Хебей вирішило оселити Школу в Чжанцзякоу та об'єднало його з Технологічним коледжем прикордонного регіону Шаньсі-Чахар-Хебей (晋察冀边区工科专门学校), щоб створити прикордонний район Шаньсі-Чахар-Хебей Регіональний коледж (晋察冀边区工业专门学校).
Технологічний інститут Північнокитайського університету остаточно переїхав до Пекіна та підтвердив свою академічну спрямованість на промисловий розвиток новоствореної Китайської Народної Республіки. Він керувався Міністерством промисловості і став першим університетом, що спеціалізується на важкій промисловості з моменту заснування КНР.
1 січня 1952 року Технологічний інститут Північнокитайського університету був офіційно перейменований на Пекінський технологічний інститут (北京工业学院). 8 березня 1952 року Міністерство важкої промисловості оголосило, що Пекінський технологічний інститут буде перетворений у вищий навчальний заклад, який спеціалізується на національній обороні. Пекінський технологічний інститут створив низку наукових і технологічних дисциплін у галузі зброї, включаючи першу ракетно - ракетну програму Китаю, за допомогою таких вчених, як Цянь Сюсен. Кілька факультетів було ліквідовано, а багато з них було передано іншим університетам, таким як Китайський сільськогосподарський університет (1947), Пекінський інститут сталі та заліза (1952) і Пекінський університет аеронавтики та астронавтики (1952). У 1959 році Пекінський технологічний інститут був виділений як один із 16 « національних ключових університетів », яким було дозволено пропонувати дипломи для випускників.
Під час Культурної революції більшість досліджень у Пекінському технологічному інституті були припинені, але швидко відновилися після 1976 року.
У 1988 році установа змінила свою китайську назву з «Інститут» на «Університет» (北京理工大学), тоді як англійська назва залишилася без змін. У 1991 році BIT був обраний одним із 14 національних ключових університетів, які отримували спеціальну підтримку від уряду Китаю під час восьмого п'ятирічного плану.
У 2000 році BIT був десятим університетом, який був прийнятий до "Проекту 985", який мав на меті сприяти розвитку та репутації китайської системи вищої освіти шляхом заснування університетів світового класу в 21-му столітті через пріоритетну підтримку з боку національного та місцевого урядового фінансування. У тому ж році BIT також був призначений одним із 22 найкращих університетів у плані «Сприяння освіті 21 століття» під час десятого п’ятирічного плану.

## Студентське життя
Усі студенти бакалаврату та аспірантури BIT мають гарантоване проживання в університеті. Розподіл зазвичай базується на спеціальності, курсі та класі студента. Студенти першого та другого курсу бакалаврату базуються на кампусі Liangxiang. Студенти старших курсів бакалаврату та аспіранти базуються на кампусі Zhongguancun. Обидва кампуси забезпечують проживання персоналу.
Серед 100 000 випускників BIT є стипендіати Китайської академії наук та Китайської інженерної академії, чиновники з рангом, вищим за губернатора провінції, і генерали китайської армії.

## Дивитися також
- Проект 985